# 晏斯盛
晏斯盛（生年不詳—1752年），字虞際，號一齋，室名楚蒙山房。江西省臨江府新喻縣（今新余市）人，清朝政治人物、詩人、經學家，專長易經。

## 經歷
康熙五十九年（1720年）江西鄉試第一名舉人。
康熙六十年（1721年）辛丑科第三甲第一百十三名同進士出身。點翰林院庶吉士。
雍正元年（1723年）：翰林院散館，授檢討。
五年（1727年）：翰林院檢討，考選山西道監察御史。以巡城御史巡視東城。
- 鑲紅旗巡役，以晏斯盛隨從座騎受驚衝撞，將其拘留侮辱。晏斯盛奏聞此事，上命治罪。
- 疏言：「各州縣立社倉，原以通濟豐歉。貧民借穀，石收息十升。如遇歉，當不取其息。」雍正帝依從之。

七年（1729年）：九月十八日以山西道御史差提督貴州學政，十二月二日上任。
十年（1732年）：山西道御史、貴州學政。遷鴻臚寺少卿，仍督貴州學政。
乾隆元年（1736年）：二月十日授安徽布政使。
- 上奏：「各省水旱災，督撫題報，應即遴員發倉穀治賑，仍於四十五日限內題明應否加賑。其當免錢糧，將丁銀統入地糧覈算，限兩月題報。或分年帶徵，或按分蠲免，請旨遵行。」

二年（1737年）：安徽布政使，護理安慶巡撫。
三年（1738年）：安徽布政使。
- 上疏：「安徽被災州縣，倉儲不敷賑糶，請留未被災州縣漕米備賑。」

四年（1739年）：安徽布政使。
- 上奏：「江北向多遊食之人，每遇歉歲，輕去其鄉。惟寓賑於工，人必爭趨。鳳陽、潁州以睢水為經，廬州以巢湖為緯，六安、滁、泗舊有隄堰，請援淮、揚水利例，動帑修濬。」乾隆帝全都聽從之。

五年（1740年）：三月丁父憂離職。
七年（1742年）：服闕，三月十九日授山東巡撫，加右副都御史銜。
- 山東有老瓜賊，前任巡撫朱定元令營汛兵卒巡邏主要道路。晏斯盛疏言：「賊情狡獪，大道巡嚴，必潛移僻路；或假僧道技流，伏匿村落。應令州縣督佐雜分地巡察。」又奏：「邪教惑民，莫如創立教會，陽修善事。此倡彼和，日傳日廣，大為風教之害。盡法深求，株連蔓延，恐生事端。請將創教授徒為首者如法捕治，被誘者薄懲，出首者免究。」乾隆帝順從其請求。
- 隨後以萊州水災，奏請暫時禁止運米出海。上諭回答：「此不過屬吏為一郡一邑之說，汝等封疆大吏，不可存遏糶之心。若無米可販，百姓自不運，何待汝等禁乎？」晏斯盛又奏言兗州府、沂州府等府州水災，而江南饑民又來到山東，疏請沒受災的州縣收留安置限五百人，有災情的州縣限二三百人，乾隆帝命晏斯盛用心盡力料理。

八年（1743年）：山東巡撫、右副都御史銜，三月十六日調湖北巡撫，四月十日交代印務。
- 晏斯盛用心處理民事，屢次陳奏救濟災民就食的多個疏章，以社倉、保甲制度相輔相成，就此奏言：「周禮族師、遂人之法，稽其實則井田為之經。蓋就相生相養之地，而行政教法令於其中。是以習其事而不覺，久於其道而不變。周衰，管子作軌里連鄉，小治而未大效。秦、漢、隋、唐，龐雜無紀。宋熙寧中，編閭里之戶為保甲，事本近古，然亦第相保相受，而未得其相生相養之經。臣前奏推廣社倉之法，請按堡設倉，使人有所恃，安土重遷，保甲聯比，相為經緯。顧欲各堡一倉，倉積穀三千，一時既有難行；而入穀之數，則變通於額賦之中，別分本折，稍覺紛更。雖然，社倉保甲，原有相通之理，亦有兼及之勢。求備誠難，試行或易。加意倉儲，既慮貴糶妨民，停止采買，又慮積貯無資。詳加酌劑，擬請停戶部捐銀之例，令各省捐監于本地交納本色，以本地之穀實本地之倉，備本地之用。不采買而倉儲自充，誠為兼濟之道。竊謂常平之積便於城，未甚便於鄉。城積多，則責之也專，而無能之吏或以為累；鄉積多，則守之者眾，而當社之民可以分勞。且社倉未有實際，以倉費無所出也。名有社倉，而倉不在社，社實無倉，往往然矣。今捐穀多在於鄉，而例又議有倉費。擬請將此項捐納移入社倉，捐多則倉亦多。取鄉保穀數而約舉之，大州縣八十堡，四堡一倉，倉一千二百五十石，總二萬五千石，中小州縣，以此類推。儲蓄之方，莫便於此。方今治平日久，一甲中不少良善，四堡之倉，輪推甲長遞管，互相稽覈，年清年款。則社長累弊自除，而官考其成，隱然有上下相維之勢矣。」奏章呈入，乾隆帝嘉獎採納之。
- 為推廣社倉，大學士九卿具奏於七月十七日齊集午門前召開會議。

九年（1744年）：正月二十二日改戶部右侍郎，二月八日仍留任湖北巡撫、右副都御史銜。動支修繕武昌城垣。
十年（1745年）：湖北巡撫、右副都御史銜。進呈〈喜雨詩〉四章，乾隆帝用其原韻對答賜詩。
- 京師銅錢比價較貴，乾隆帝令朝臣商議平抑市值，下頒各省督撫倣效施行。晏斯盛疏請比照京師案例，禁止民間銅鋪銷熔銅錢；又命令州縣每年秋季以平糶錢採購穀物。當時設局讓商民以銀兩平等交易，又疏請搜捕私鑄私錢，並禁止人民私自剪裁錢幣邊緣，限民間用銀二三兩以上、糶米二三石以上都不得以銅錢代換銀兩。下交廷臣議可實行。
- 十一月十日以母老請終養回籍。

十七年（1752年）三月二十四日奏報病重垂危，不久病卒。

### 評價
- 晏斯盛著專精易經，著《楚蒙山房易經解》，唐鑑稱其「不廢象數而無技術曲說，不廢義理而無心性空談，在近日易家猶為篤實近理。」
- 《清史稿》評價：「疆政首重宜民…斯盛治社倉…要皆有益於民。」

## 著作
- 《楚蒙山房易經解》十六卷，分三部：
  - 《學易初津》二卷
  - 《易翼宗》六卷
  - 《易翼說》八卷
- 《禹貢解》八卷
- 《楚蒙山房奏疏》五卷
- 《楚蒙山房詩文集》二十卷

## 延伸阅读
[在维基数据编辑]
 《清史稿·卷309》，出自趙爾巽《清史稿》